# Paracosm
Paracosm è il secondo album discografico del musicista statunitense Washed Out, pubblicato nel 2013.

## Tracce
1. Entrance – 1:21
2. It All Feels Right – 4:05
3. Don't Give Up – 3:54
4. Weightless – 4:55
5. All I Know – 5:26
6. Great Escape – 5:06
7. Paracosm – 6:32
8. Falling Back – 5:46
9. All Over Now – 3:55